# Сингер, Брайан
Бра́йан Джей Си́нгер (англ. Bryan Jay Singer; род. 16 сентября 1965, Нью-Йорк, США) — американский кинорежиссёр, сценарист и кинопродюсер.

## Карьера
Родился 17 сентября 1965 года в Нью-Йорке.
После короткометражного фильма «Львиный ров», в котором Сингер снял своих друзей и знакомых, в 1993 году он выпустил малобюджетную ленту «Общественный доступ», получившую большой приз жюри на Сандэнс. Получив, таким образом, первое профессиональное признание, Сингер в сотрудничестве с тем же сценаристом Кристофером Маккуорри снял ленту «Подозрительные лица» (1995), собравшую уже несколько разноплановых наград, включая «Оскар» Маккуорри за оригинальный сценарий. Этот фильм, можно сказать, перевёл Сингера из сферы независимого кино в сферу голливудского кинематографа, хотя определённый нонконформизм прослеживается и в некоторых его последующих работах — прежде всего, в исключительно остром по тематике «Способном ученике» (1998).
В конце 2008 года на экраны вышел фильм Сингера «Операция „Валькирия“». В основе его сюжета история о Заговоре 20 июля — неудачной попытке покушения на Адольфа Гитлера во время Второй мировой войны группой офицеров Вермахта. Роль графа Клауса фон Штауффенберга в картине сыграл Том Круз. Картина является ремейком немецкой картины «Операция „Валькирия“» (Stauffenberg) 2004 года.

## Личная жизнь
Сингер — открытый бисексуал. По его словам, опыт взросления как еврея и представителя сексуального меньшинства повлиял на его фильмы. В октябре 2014 года было подтверждено, что он ждёт ребёнка с актрисой Мишель Клуни. Их сын, Дэшилл Джулиус Уильям Клуни-Сингер, родился 5 января 2015 года.

## Обвинения в сексуальных домогательствах

### Иск 1997 года
В 1997 году 14-летний актёр обвинил Сингера в том, что тот попросил его и ещё нескольких несовершеннолетних актёров сняться обнажёнными в сцене в душе для фильма «Способный ученик». Его слова позже подтвердили двое других подростков, которым на тот момент было 16 и 17 лет. По их утверждению, инцидент стал причиной психологической травмы; они выдвинули против Сингера иск на основании умышленного причинения эмоционального ущерба, халатности и вмешательстве в личную жизнь. Они также утверждали, что Сингер снимал их для сексуального удовлетворения. Иск был отклонён ввиду недостатка доказательств.

### Иски и обвинения 2014 года
В апреле 2014 года против Сингера был выдвинут гражданский иск о сексуальном домогательстве несовершеннолетнего. Согласно иску, Сингер напоил алкоголем и изнасиловал актёра и модель Майкла Игана на Гавайях в конце 1990-х годов, после их встречи на одной из вечеринок, устроенной Марком Коллинзом-Ректором (сам Коллинз-Ректор позже был осуждён за растление несовершеннолетних и хранение детской порнографии). Адвокат Сингера назвал обвинения «полностью сфабрикованными», заявив, что Сингер планирует подать встречный иск. Сам Сингер отверг обвинения, назвав их «возмутительными, жестокими и абсолютно лживыми». 22 июля 2014 года адвокат Сингера представил перед окружным судьёй доказательства того, что ни Сингер, ни Иган не присутствовали на Гавайях на момент произошедшего. В августе того же года Иган отозвал иск.
В мае 2014 года против Сингера был выдвинут ещё один иск, заявителем котором стал неназванный мужчина из Англии. Сингер и продюсер Гэри Годдард (имя Годдарда также фигурировало в иске Майкла Игана) были обвинены в сексуальном домогательстве «Джона Доу номер 117». Согласно иску, Годдард и Сингер встретились с мужчиной для секса, когда тот был ещё подростком, и совершили над ним «гендерное насилие» в Лондоне, перед премьерой фильма «Возвращение Супермена». Обвинение против Сингера было снято по просьбе заявителя в июле 2014 года.
Сингер упомянут в документальном фильме 2014 года «Открытый секрет», посвящённом сексуальному насилию над детьми в Голливуде, однако прямых обвинений против него выдвинуто не было. Писатель Брет Истон Эллис утверждал, что двое его бывших партнёров посещали секс-вечеринки для несовершеннолетних, устроенные Сингером и режиссёром Роландом Эммерихом.

### Обвинение 2016 года
В июне 2016 года актёр Ноа Гэлвин обвинил Сингера в том, что тот устраивает вечеринки для несовершеннолетних подростков.

### Иск 2017 года
В декабре 2017 года Сизар Санчес-Гузман выдвинул против Сингера иск, обвинив его в изнасиловании, произошедшем в 2003 году, когда тому было 17 лет. Сингер отверг обвинения. После выдвижения иска Школа кинематографических искусств при университете Южной Калифорнии, по запросу студентов, исключила имя Сингера из учебной программы.
В июне 2019 года Сингер согласился выплатить Санчесу-Гузману $150,000 для урегулирования иска. Адвокат Сингера подчеркнул, что тот по-прежнему настаивает на своей невиновности и «решение урегулировать вопрос с арбитражным управляющим было исключительно деловым». Значительная часть выплат пойдёт на погашение долгов Санчеса-Гузмана, который в 2014 году подал на банкротство.

### Обвинения 2019 года
В январе 2019 года издание «The Atlantic» опубликовало журналистское расследование, в котором ещё четверо мужчин обвинили Сингера в растлении. В статье также утверждалось, что иск, поданный Санчесом-Гузманом в 2017 году, был приостановлен из-за того, что юристы Сингера сообщили о Санчесе-Гузмане Налоговому управлению США и иммиграционным службам. Сингер отверг обвинения, в ответ обвинив журналистов в гомофобии.

## Фильмография

### Как режиссёр, продюсер и сценарист

#### Кино
| Год  | Фильм                            | Режиссёр | Продюсер       | Сценарист | Примечания                                          |
| ---- | -------------------------------- | -------- | -------------- | --------- | --------------------------------------------------- |
| 1988 | Львиный ров                      | Да       | Да             | Да        | Короткометражный                                    |
| 1993 | Общественный доступ              | Да       | Исполнительный | Да        |                                                     |
| 1995 | Подозрительные лица              | Да       | Да             |           |                                                     |
| 1998 | Способный ученик                 | Да       | Да             |           |                                                     |
| 1998 | Жечь                             |          | Исполнительный |           |                                                     |
| 2000 | Люди Икс                         | Да       |                | Сюжет     |                                                     |
| 2003 | Люди Икс 2                       | Да       | Исполнительный | Сюжет     |                                                     |
| 2006 | Возвращение Супермена            | Да       | Да             | Сюжет     |                                                     |
| 2007 | Мой любимый цвет                 |          | Да             |           | Короткометражный                                    |
| 2007 | Кошелёк или жизнь                |          | Да             |           |                                                     |
| 2008 | Операция «Валькирия»             | Да       | Да             |           |                                                     |
| 2011 | Люди Икс: Первый класс           |          | Да             | Сюжет     |                                                     |
| 2011 | Вито                             |          | Исполнительный |           | Документальный                                      |
| 2013 | Джек — покоритель великанов      | Да       | Да             |           |                                                     |
| 2013 | Ты хочешь, чтобы я его убил?     |          | Да             |           |                                                     |
| 2013 | Ронни и я                        |          | Да             |           | Короткометражный                                    |
| 2014 | Люди Икс: Дни минувшего будущего | Да       | Да             |           | Также не указанный в титрах автор концепции         |
| 2014 | Демоны Деборы Логан              |          | Да             |           |                                                     |
| 2014 | Мой одиннадцатый                 |          | Исполнительный |           |                                                     |
| 2016 | Люди Икс: Апокалипсис            | Да       | Да             | Сюжет     |                                                     |
| 2016 | Из деревни                       |          | Исполнительный |           | Короткометражный                                    |
| 2018 | Богемская рапсодия               | Да       |                |           | Также не указанный в титрах исполнительный продюсер |

Также не указанный в титрах продюсер фильма Люди Икс: Начало. Росомаха (2009) и исполнительный продюсер фильма Люди Икс: Тёмный Феникс (2019).

#### Телевидение и веб-телевидение
| Год         | Название на русском                     | Режиссёр | Продюсер       | Сценарист | Примечания                                                                  |
| ----------- | --------------------------------------- | -------- | -------------- | --------- | --------------------------------------------------------------------------- |
| 2004 — 2012 | Доктор Хаус                             | Да       | Исполнительный |           | Режиссёр (2 эпизодa) Исполнительный продюсер (177 эпизодов)                 |
| 2005        | Бермудский треугольник                  |          | Исполнительный | Сюжеты    | Мини-сериал, 3 эпизода                                                      |
| 2006        | Взгляд в небо                           |          | Исполнительный |           | Документальные телефильмы                                                   |
| 2006        | Наука Супермена                         |          | Исполнительный |           | Документальные телефильмы                                                   |
| 2006        | Жёны футболистов                        | Да       | Исполнительный |           | Пилотный телефильм                                                          |
| 2007 — 2009 | Грязные мокрые деньги                   |          | Исполнительный |           | 23 эпизода                                                                  |
| 2008        | Валькирия: Сюжет о покушении на Гитлера |          | Исполнительный |           | Документальный телефильм                                                    |
| 2012        | Семейка монстров                        | Да       | Исполнительный |           | Телефильм                                                                   |
| 2012 — 2013 | H+: Цифровой сериал                     |          | Да             |           | 48 эпизодов                                                                 |
| 2014        | Привидение                              |          | Исполнительный |           | 4 эпизода                                                                   |
| 2014        | Чёрный ящик                             |          | Исполнительный |           | 13 эпизодов                                                                 |
| 2015        | Батл Крик                               | Да       | Исполнительный |           | Режиссёр (Эпизод: «Путь в Батл-Крик») Исполнительный продюсер (13 эпизодов) |
| 2017        | Легион                                  |          | Исполнительный |           | 8 эпизодов (во 2 сезоне убрaн из титров)                                    |
| 2017 — 2019 | Одарённые                               | Да       | Исполнительный |           | Режиссёр (Эпизод: «Незащищённый») Исполнительный продюсер (29 эпизодов)     |

#### Режиссёр рекламы
- Walls Magnum (2010, реклама мороженого)

### Как актёр / камео
| Год(ы)      | Название                         | Роль(и)               | Примечания                   |
| ----------- | -------------------------------- | --------------------- | ---------------------------- |
| 1988        | Львиный ров                      | Майкл                 | Короткометражный             |
| 1997        | Человек Канн                     | Камео                 |                              |
| 1999        | Книга написавшая саму себя       | Камео                 |                              |
| 2002        | Звёздный путь: Возмездие         | Келли                 | В титрах не указан           |
| 2003        | Люди Икс 2                       | Надзиратель           | В титрах не указан           |
| 2004 — 2010 | 30-секундный театр зайцев        | Различные роли        | Озвучка 3-х эпизодов         |
| 2005        | Доктор Хаус                      | Камео                 | Эпизод «Спортивная медицина» |
| 2014        | Люди Икс: Дни минувшего будущего | Человек с кинокамерой | В титрах не указан           |
| 2016        | Люди Икс: Апокалипсис            | Надзиратель           | В титрах не указан           |

## Автор комикса
- 2006 — Возвращение Супермена. Приквел (мини-серия из 4 эпизодов; автор сюжета, совместно с Майклом Догерти и Дэном Харрисом).